# José Clara

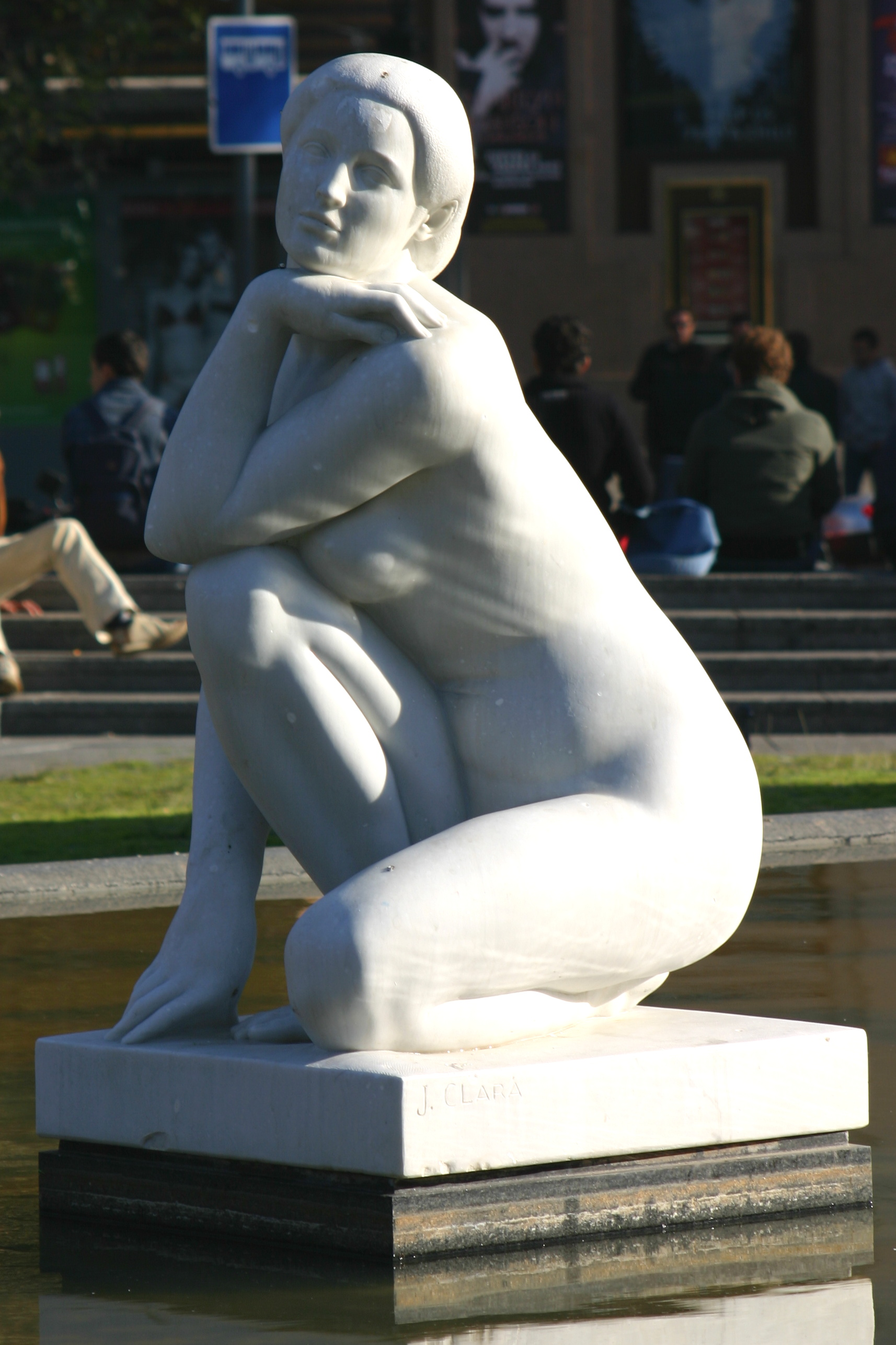
La Deesa escultura. Barcelona.

Josep Clarà i Ayats (Olot, 1878 — Barcelona, 1958) foi um conhecido escultor catalão.
Desde cedo, o seu interesse pela arte era notável, tendo iniciado a sua formação artística com o seu primo Joaquim Vayreda.
Em 1897 ingressou na Escola de Belas-Artes de Toulouse, na França, onde completou os seus estudos, e, em 1900 muda-se para a capital francesa, onde conhece alguns dos mais influentes artístas parisienses, como Auguste Rodin. Este último influenciou-o decisiva e peremptoriamente na sua obra.
Antes de se estabelecer definitivamente em Barcelona, em 1932, viajou para os Estados Unidos e, posteriormente, para a Grécia, país que o marcou e inspirou algumas das suas melhores obras.